# Dolores Ibárruri
Dolores Ibárruri Gómez (znana pod pseudonimem La Pasionaria; ur. 9 grudnia 1895 w Gallarta, zm. 12 listopada 1989 w Madrycie) – hiszpańska polityczka baskijskiego pochodzenia, również obywatelka ZSRR, współorganizatorka, długoletnia pierwsza sekretarz, a następnie przewodnicząca Komunistycznej Partii Hiszpanii, członkini parlamentu. Autorka używanego przez antyfaszystów zawołania ¡No pasarán!.

## Życiorys
Urodzona jako jedno z siedmiu dzieci w górniczej rodzinie baskijskiej mieszkającej w mieście Gallarta w Kraju Basków. W młodości chciała być nauczycielką, ale względu na złą sytuację materialną nie odebrała w młodości należytego wykształcenia i w związku z tym uczyła się samodzielnie. W dzieciństwie była żarliwą katoliczką i należała do jezuickiej wspólnoty czcicieli Serca Chrystusowego. Od najmłodszych lat była wyczulona na społeczną krzywdę i dlatego zaangażowała się w działalność ruchu socjalistycznego. W 1916, w wieku 20 lat, poślubiła działacza Juliána Ruiza (górnik z Asturii) i rok później wraz z nim wzięła udział w strajku generalnym, a wkrótce potem zaczęła pisać w socjalistycznej prasie, m.in. w górniczej gazetce El Minero Vizcaíno.
Zrezygnowała z wiary katolickiej, w której była wychowywana, na rzecz marksizmu i zapisała się do Komunistycznej Partii Hiszpanii (Partido Comunista de España-PCE), wchodząc do grona jej założycieli. Przez całe lata 20. XX wieku, wspierała męża w jego działalności partyjnej i sama zaczynała się w nią angażować, stając się jedną z nielicznych kobiet w szeregach komunistów. Była zagorzałą zwolenniczką równości praw kobiet i mężczyzn. W tym okresie przyjęła również pseudonim, pod którym poznał ją cały świat: La Pasionaria – młoda działaczka podpisywała tak artykuły inspirowane dziełami Karola Marksa.
W następnych latach pięła się po szczeblach partyjnej hierarchii dzięki swojej publicystyce. Wraz z nadejściem Drugiej Republiki Ibárruri w 1931 roku została wybrana do komitetu centralnego partii i przeniosła się do Madrytu, gdzie została także redaktorką w lewicowej gazecie Mundo Obrero. Działała na rzecz równouprawnienia kobiet, w 1933 r. brała udział, jako delegatka Partido Comunista de España, w obradach Międzynarodówki Komunistycznej w Moskwie. Upadek prawicowej dyktatury Primo de Rivery, ucieczkę króla Alfonsa XIII i proklamację republiki przyjęła z entuzjazmem, ale szybko stała się jej przeciwniczką, zgodnie z linią partii. Kilkakrotnie aresztowana za działalność komunistyczną. Dwa razy została wybrana do parlamentu w Madrycie. W lutym 1936 roku została wybrana (z ramienia Frontu Ludowego) do hiszpańskiego parlamentu w Asturii.
Cały świat usłyszał o niej w czasie hiszpańskiej wojny domowej. La Pasionaria była zaciekłą obrończynią Republiki, wiece z jej udziałem przyciągały tysiące słuchaczy, w dużej mierze kobiet. Właśnie w czasie jednego z takich wieców, w Madrycie, padło hasło ¡No pasarán! – Nie przejdą!, a po nim zdanie Mejor morir de pie que vivir de rodillas! – Lepiej umierać stojąc, niż żyć na klęczkach!. W tym okresie pozostawała zawsze w dogmatycznym skrzydle partii, popierała wykluczanie rzekomych kontrrewolucjonistów i nie protestowała przeciwko likwidowaniu lewicowych działaczy przeciwnych bolszewickiemu terrorowi. Jednocześnie nie miała wpływu na politykę PCE w czasie wojny domowej, gdyż decydowali o niej wysłannicy Stalina z Kominternu.
Po upadku Republiki w 1939 roku Dolores Ibárruri przedostała się do ZSRR, gdzie kontynuowała działalność polityczną. Po zawarciu paktu Ribbentropp-Mołotow poparła jego zapisy i współpracę z hitlerowskimi Niemcami. Entuzjastycznie poparła inwazję na Polskę. W 1942 mianowana pierwszym sekretarzem Partido Comunista de España, funkcję tę piastowała aż do roku 1960, przez cały czas pozostając na emigracji. W 1956 r. nie podważała słuszności interwencji na Węgrzech. Po 1960 r. została honorową przewodniczącą partii. Cztery lata później nie sprzeciwiała się usunięciu z partii intelektualistów Jorge Sempruna i Fernando Claudina, dopiero w 1968 r. skrytykowała interwencję w Czechosłowacji. Przebywając na emigracji przyjęła radzieckie obywatelstwo, odebrała również wiele wyróżnień (m.in. doktorat honoris causa Uniwersytetu Moskiewskiego czy Order Lenina). Łącznie spędziła w ZSRR 35 lat.
Śmierć generała Francisco Franco (1975) umożliwiła jej powrót do kraju w 1977 roku. Mimo zaawansowanego wieku kontynuowała działalność polityczną. W pierwszych demokratycznych wyborach z 1977 roku ponownie wybrana do parlamentu, funkcję przewodniczącej Partido Comunista de España pełniła aż do śmierci. Pod jej wodzą partia dokonała reformy programowej, będąc pierwszym komunistycznym ugrupowaniem w Europie, który ze swojego programu wykreślił elementy leninizmu, uniezależniając się od ZSRR.

## Życie prywatne
Od 1916 r. żona górnika i socjalisty Juliána Ruiza, który wprowadził ją w lewicową ideologię. Za to małżeństwo została potępiona przez rodziców, gdyż jej mąż był ateistą. Miała sześcioro dzieci, z których cztery córki zmarły we wczesnym dzieciństwie. Dwoje pozostałych dzieci od 1935 r. uczyło się w radzieckiej szkole. Jedyny syn Rubén jako żołnierz Armii Czerwonej poległ w 1942 roku w bitwie pod Stalingradem.